# أيل الماء

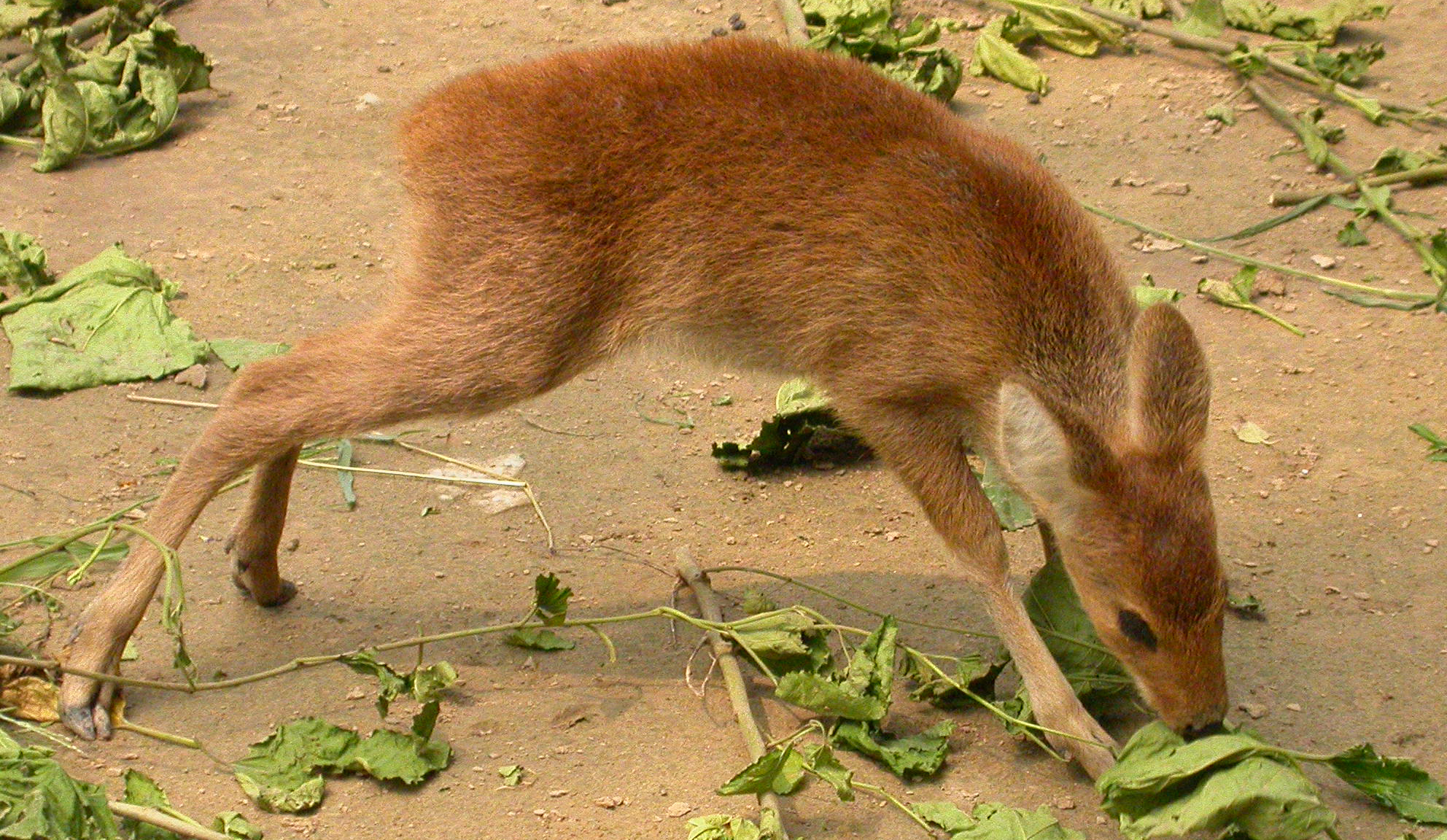
أيل الماء

أيل الماء كما يعرف أيضا باسم أيل مصاص الدماء أيل صغير يشبه إلى حد كبير الأيل المسكي. وعلى الرغم من عدم امتلاكه لقرنين إلا أنه يصنف على أنه من عائلة الأيليات. الموطن الأصلي لهذا الأيل هو الصين وكوريا. تم وصفه لأول مرة في سنة 1870.

## الموائل والتوزيع

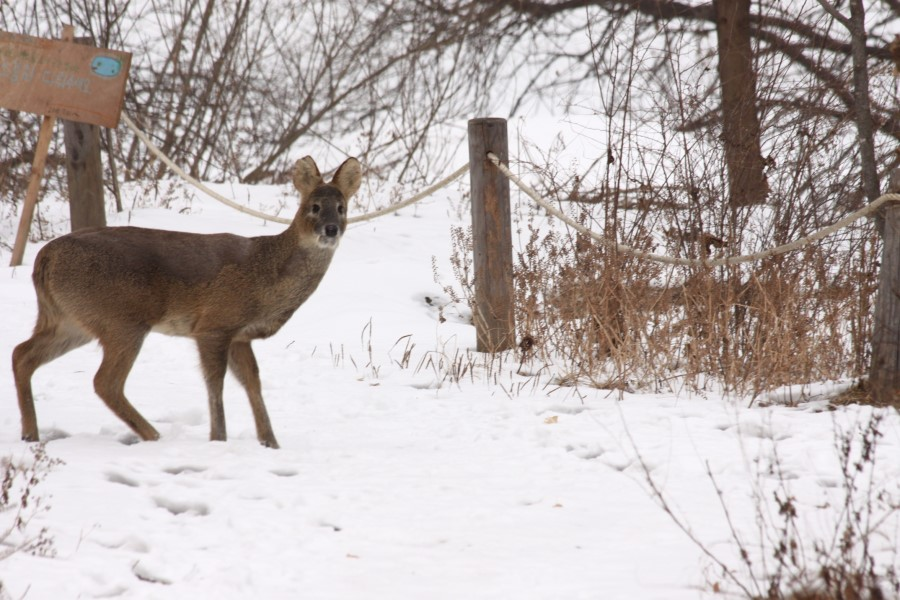
أيل الماء الكوري

تشير الدراسات الأثرية إلى أن أيل الماء كان موجوداً في السابق على نطاق أوسع بكثير مما هو عليه حالياً خلال فترتي العصر الجليدي والهولوسين ؛ تم تسجيل أثره في شرق التبت في الغرب ومنغوليا الداخلية وشمال شرق الصين في الشمال وجنوب شرق شبه الجزيرة الكورية (الهولوسين) والأرخبيل الياباني (البليستوسين) في شرق وجنوب الصين وشمال فيتنام في الجنوب. سكن أيل الماء تايوان أيضاً، ولكن من المفترض أن هذه المجموعة انقرضت في أواخر القرن التاسع عشر.
يعد أيل الماء متوطناً أصيلاً للمجرى السفلي لنهر اليانغتسى ، ومقاطعة جيانغسو الساحلية ( الأراضي الرطبة الساحلية في يانتشنغ )، وجزر تشجيانغ في شرق وسط الصين، وفي كوريا، حيث وفرت المنطقة المنزوعة السلاح موطنًا محميًا لعدد كبير. أيل الماء الكوري ( Hydropotes inermis argyropus ) هو أحد نوعين فرعيين من أيل الماء. في حين أن أعداد السلالات الصينية معرضة للخطر الشديد في الصين، ويقدر عدد السلالات الكورية بنحو 700.000 في جميع أنحاء كوريا الجنوبية. في الصين، تم العثور على أيل الماء في جزر زهوشان في جيجيانغ (600 ~ 800)، جيانغسو (500 ~ 1000)، خوبى ، خنان ، آنهوي (500)، غوانغدونغ ، فوجيان ، بحيرة بويانغ في جيانغشي (1000)، شنغهاي ، و قوانغشي . وهي الآن منقرضة في جنوب وغرب الصين. منذ عام 2006، تمت إعادة إدخالهء في شنغهاي، مع زيادة العدد من 21 فردًا في 2007 إلى 227 ~ 299 فردًا في عام 2013  في كوريا، يوجد في جميع أنحاء البلاد ويعرف باسم غوراني (고라니).
تسكن أيائل الماء الأرض بجانب الأنهار، حيث تكون محمية عن الأنظار بواسطة القصب الطويل والأسل. ويمكن رؤيتها أيضًا على الجبال والمستنقعات والمراعي وحتى الحقول المزروعة المفتوحة. أيل الماء سباح ماهر، ويمكنه السباحة عدة أميال للوصول إلى الجزر النهرية النائية.

### كوريا الجنوبية
على الرغم من إدراجه ضمن قائمة الحيوانات "المعرضة للخطر" من قبل الاتحاد الدولي للحفاظ على الطبيعة في كوريا الجنوبية، إلا أن أيل الماء تمكن من البقاء والازدهار بسبب انقراض الحيوانات المفترسة الطبيعية مثل النمور والفهود الكورية . منذ عام 1994، تم تصنيف أيل الماء الكوري ضمن تصنيف "حيوانات برية ضارة" ، وهو تصنيف أطلقته وزارة البيئة على الكائنات البرية التي يمكن أن تسبب ضررًا للإنسان أو ممتلكاته. حاليًا، تقدم بعض الحكومات المحلية مكافآت صيد خلال موسم الزراعة.

### بريطانيا

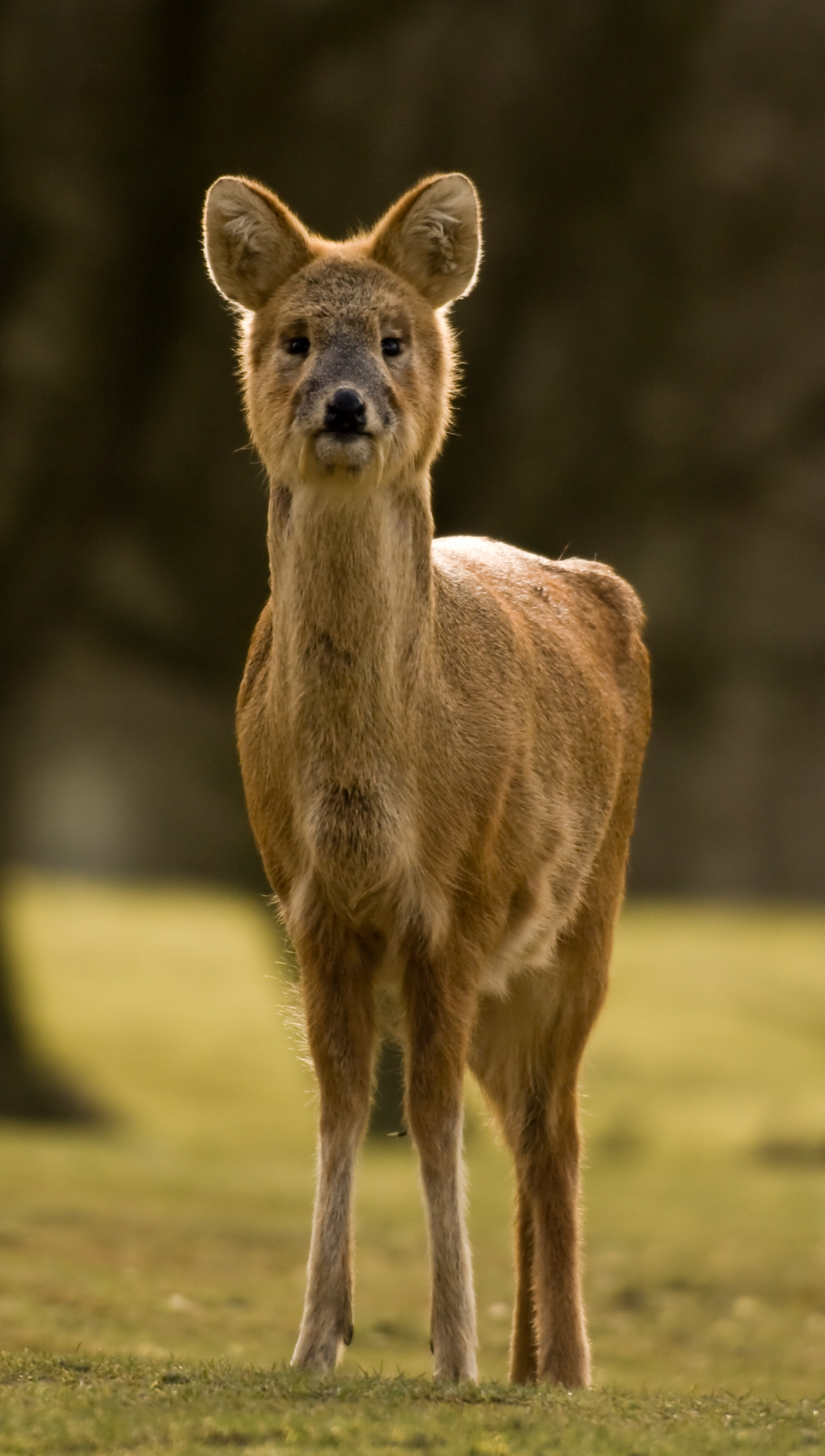
أيل الماء الصيني (Hydropotes inermis inermis)

تم إدخال أيل الماء الصيني لأول مرة إلى بريطانيا العظمى في سبعينيات القرن التاسع عشر. تم الاحتفاظ بالحيوانات في حديقة حيوان لندن حتى عام 1896، عندما أشرف دوق بيدفورد على نقلها إلى وودبرن ‏، بيدفوردشير . تم استيراد المزيد من الحيوانات وإضافتها إلى القطيع على مدى العقود الثلاثة التالية. في عامي 1929 و1930، تم نقل 32 فرد من وودبورن إلى وهيبسند ، الموجودة أيضًا في بيدفوردشير، وتم إطلاقها في الحديقة. يُقدر العدد الحالي لأيل الماء الصيني في وهيبسند حاليًا بأكثر من 600، بينما من المحتمل أن يصل عدد الافراد في وودبورن إلى أكثر من 250.
غالبية الأفراد من أيل الماء الصيني في بريطانيا ينحدرون من الهاربين، بينما ينحدر الباقي من العديد من عمليات الإطلاق المتعمدة. لا تزال معظم هذه الحيوانات موجودة بالقرب من وودبورن. يبدو أن تفضيل الأيائل القوي لموطن معين - مناطق القصب والعشب الطويلة قد حد من قدرته على الانتشار في مناطق أبعد. منطقة التوزيع الرئيسية هي من ووبورن شرقًا إلى كامبريدجشير ونورفك وسوفولك وشمال إسكس ، وجنوبًا باتجاه ويبسنيد.
قامت جمعية الأيائل البريطانية بتنسيق مسح للأيائل البرية في المملكة المتحدة بين عامي 2005 و2007، وأشارت إلى أن أيل الماء الصيني "يزيد نطاقه بشكل ملحوظ" منذ التعداد السكاني الأخير في عام 2000.

### فرنسا
توجد مجموعة صغيرة في فرنسا نشأت من الحيوانات التي هربت من حظيرتها في عام 1960 في غرب فرنسا (هاوت فيين ، بالقرب من بواتييه). تم تعزيز أعدادها في عامي 1965 و1970 وتمت حماية هذا النوع منذ عام 1973. على الرغم من الجهود المبذولة لتحديد مكان الحيوانات بمساعدة الصيادين المحليين، لم يتم رصدها منذ سنة 2000، ويُفترض أنها قد انقرضت.

### روسيا
في 1 أبريل 2019 تم رصد أيل الماء باستخدام مصيدة التصوير في حديقة أرض النمر ‏ الوطنية في منطقة خاسان في بريمورسكي كراي على بعد 4.5 كم من الحدود مع الصين. في عام 2022، بلغ عدد الأفراد في بريمورسكي كراي حوالي 170 فردًا.

## اقرأ كذلك
- قائمة مزدوجات الأصابع حسب العدد